# Karl Schmid (remero)
Karl Schmid (29 de junio de 1910-14 de mayo de 1998) fue un deportista suizo que compitió en remo. Fue padre del también remero Kurt Schmid.
Participó en los Juegos Olímpicos de Berlín 1936, obteniendo dos medallas, plata en la prueba cuatro con timonel y bronce en cuatro sin timonel. Ganó siete medallas en el Campeonato Europeo de Remo entre los años 1933 y 1947.

## Palmarés internacional
| Juegos Olímpicos   | Juegos Olímpicos         | Juegos Olímpicos  | Juegos Olímpicos   |
| Año                | Lugar                    | Medalla           | Prueba             |
| ------------------ | ------------------------ | ----------------- | ------------------ |
| 1936               | Berlín (Alemania)        | Medalla de plata  | Cuatro con timonel |
| 1936               | Berlín (Alemania)        | Medalla de bronce | Cuatro sin timonel |
| Campeonato Europeo |                          |                   |                    |
| Año                | Lugar                    | Medalla           | Prueba             |
| 1933               | Budapest (Hungría)       | Medalla de plata  | Dos sin timonel    |
| 1934               | Lucerna (Suiza)          | Medalla de plata  | Cuatro sin timonel |
| 1935               | Berlín (Alemania)        | Medalla de oro    | Cuatro sin timonel |
| 1935               | Berlín (Alemania)        | Medalla de plata  | Ocho con timonel   |
| 1937               | Ámsterdam (Países Bajos) | Medalla de plata  | Cuatro sin timonel |
| 1938               | Milán (Italia)           | Medalla de oro    | Cuatro sin timonel |
| 1947               | Lucerna (Suiza)          | Medalla de bronce | Cuatro sin timonel |